# Romantic Rights EP
Romantic Rights EP è un EP del duo canadese Death from Above 1979 (all'epoca ancora noto come Death from Above) pubblicato il 13 aprile 2004 dalla Sound Virus Records negli Stati Uniti.
Raggiunse la 57ª posizione nella Official Singles Chart.

## Tracce
1. We Don't Sleep at Night – 1:56
2. Romantic Rights – 2:57
3. Pull Out – 1:56
4. Romantic Rights (Girls Are Short Remix) – 6:09